# Умнова, Анна Ивановна
А́нна Ива́новна Умно́ва (1880, Елатьма — 1913, Нижний Новгород) — российская учительница и социал-демократка.

## Биография
Родилась в 1880 году в городе Елатьма Тамбовской губернии. Переехала в село Леметь Ардатовского уезда Нижегородской губернии, где преподавала в местном одноклассном училище. 17 декабря 1905 года распространила среди крестьян Лемети социал-демократические листовки. На следующий день выступила на крестьянском сходе с антиправительственной речью. 20 декабря была арестована вместе с ардатовским фотографом Иваном Степановичем Соиным. Провела более года в ардатовской тюрьме. 5 февраля 1907 года была приговорена к одному году наказания в крепости. В 1908 году была освобождена и вместе с Соиным уехала в Нижний Новгород, где скончалась в 1913 году.